# 로밍

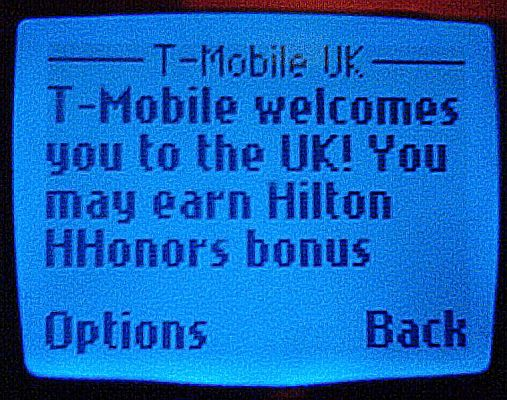
T-모바일(현 EE) 네트워크를 로밍하는 프로크시뮈스(벨기에) 고객에게 보내는 SMS 환영 메시지

로밍(roaming)은 주로 휴대 전화와 같은 모바일 장치에 사용되는 무선 통신 용어이다. 이는 휴대 전화가 기본 네트워크 범위를 벗어나 다른 사용 가능한 셀 네트워크에 연결되는 것을 의미한다.
한국 사회에서 흔히 언급하는 로밍은 해외에서 기존에 국내에서 쓰던 번호로 이동통신 기능을 가능하게 해주는 서비스이다. 로밍 서비스는 국내 이동통신사가 해외에 직접 기지국을 설치하는 경우는 없고, 해외 이동통신사와의 제휴를 통해 이루어진다. 현지에서 인터넷 접속을 허용하도록 하는 협약을 맺은 ISP 회사들의 상호계약을 통해서 이루어진다. 협력관계의 ISP들이 사용량을 추적하고, 사용량 차이에 따라 요금을 계산한다. 하지만 로밍 서비스를 이용할 경우 국내에서의 요금과는 다르게 국제 전화 요금 등이 적용될 수 있기 때문에 최근에는 이러한 비용을 아끼기 위해 현지에서 직접 SIM 카드(유심 USIM)를 구입해서 쓰기도 한다.

## 기술적 정의
더 기술적인 용어로 로밍은 셀룰러 고객이 방문한 네트워크를 통해 집 네트워크의 지리적 서비스 영역을 벗어났을 때 음성 통화를 자동으로 걸고 받을 수 있고, 데이터를 주고받거나, 집 데이터 서비스를 포함한 다른 서비스에 접근할 수 있는 능력을 말한다. 예를 들어, 가입자가 자신의 휴대 전화 회사 송신기 범위를 벗어나 여행하는 경우, 사용 가능한 경우 휴대 전화는 자동으로 다른 휴대 전화 회사의 서비스를 이용하게 된다.
이 과정은 이동성 관리, 인증, 허가 및 회계 청구 절차(AAA 또는 '트리플 A'로 알려짐)의 전기 통신 프로세스에 의해 지원된다.

## 일반적인 로밍
로밍은 "SIM 기반 로밍"과 "사용자 이름/비밀번호 기반 로밍"으로 나뉘며, "로밍"이라는 기술 용어는 WLAN(무선 근거리 통신망) 또는 GSM(글로벌 이동 통신 시스템)과 같은 다른 네트워크 표준 간의 로밍도 포함한다. SIM 카드 기능, 안테나 및 네트워크 인터페이스, 전원 관리와 같은 장비 및 기능은 접근 가능성을 결정한다.
WLAN/GSM 로밍의 예를 사용하면 다음 시나리오를 구분할 수 있다 (GSM 협회 영구 참조 문서 AA.39 참조):
- SIM 기반 (로밍): GSM 가입자가 다음에서 운영하는 공용 WLAN으로 로밍:
  - 자신의 GSM 사업자, 또는
  - 자신의 GSM 사업자와 로밍 계약을 맺은 다른 사업자.
- 사용자 이름/비밀번호 기반 로밍: GSM 가입자가 다음에서 운영하는 공용 WLAN으로 로밍:
  - 자신의 GSM 사업자, 또는
  - 자신의 GSM 사업자와 로밍 계약을 맺은 다른 사업자.

이러한 사용자/네트워크 시나리오는 GSM 네트워크 사업자의 네트워크에서 로밍하는 데 중점을 두지만, 로밍은 양방향, 즉 공용 WLAN 사업자에서 GSM 네트워크로 가능함을 분명히 알 수 있다. WLAN에서 WLAN 또는 GSM 네트워크에서 GSM 네트워크로와 같은 동일한 표준 네트워크에서의 전통적인 로밍은 위에서 이미 설명되었으며, 마찬가지로 홈 가입자 등록부의 가입자 항목 유형에 기반한 네트워크의 이질성에 의해 정의된다.
세션 연속성의 경우, 다른 액세스 유형 전반에 걸쳐 이러한 서비스에 대한 원활한 접근이 제공된다.

## 로밍 (전기 자동차)
"로밍"이라는 용어는 "e-로밍"이라고도 불리며, 배터리 전기차(BEV)를 다른 충전소에서 충전하는 개념이다. 실제적으로 e-로밍은 EV 운전자가 공통 플랫폼과 단일 네트워크 구독 또는 계약을 통해 모든 소유자/운영자의 EV 충전 네트워크에서 공용 충전 지점에 접근할 수 있도록 함으로써 더 큰 상호 운용성을 달성할 수 있게 한다.
테슬라 슈퍼차저와 같은 독점(폐쇄형) 충전 네트워크나 계약 및 협약을 통해 충전 지점을 공유하는 제공업체들이 있다. 따라서 EV는 이러한 충전 지점 사이를 "로밍"할 수 있다.

## 홈 및 방문 네트워크
"홈 네트워크"는 가입자가 등록된 네트워크를 의미한다.
"방문 네트워크"는 가입자가 일시적으로 로밍하며 "홈 네트워크" 범위를 벗어난 네트워크를 의미한다.

## 로밍 협약
서비스 요금 청구를 위해 로밍 파트너 간에 협상되는 법률 로밍 사업 측면은 일반적으로 로밍 협약에 명시된다. GSM 협회는 회원들을 위해 이러한 로밍 협약의 내용을 표준화된 형태로 폭넓게 설명한다. 방문 가입자의 인증, 허가 및 청구에 대한 법적 측면에서 로밍 협약은 일반적으로 위치 업데이트 절차 또는 재정적 보안 또는 보증 절차와 같은 최소 안전 표준을 포함할 수 있다.

## 로밍 과정
로밍 과정의 세부 사항은 셀룰러 네트워크 유형에 따라 다르지만, 일반적으로 과정은 다음과 유사하다.

### 위치 업데이트
위치 업데이트는 유휴 상태(네트워크에 연결되어 있지만 활성 통화 없음)에 있는 MS의 위치를 결정하는 데 사용되는 메커니즘이다.
1. 모바일 장치가 켜지거나 핸드오버를 통해 네트워크로 전송될 때, 이 새로운 "방문" 네트워크는 장치를 인식하고, 자신의 시스템에 등록되지 않았음을 확인하며, 홈 네트워크를 식별하려고 시도한다. 두 네트워크 간에 로밍 협약이 없으면 서비스 유지가 불가능하며, 방문 네트워크에 의해 서비스가 거부된다.
2. 방문 네트워크는 홈 네트워크에 연락하여 IMSI 번호를 사용하여 로밍 장치에 대한 서비스 정보(모바일 로밍 허용 여부 포함)를 요청한다.
3. 성공하면 방문 네트워크는 장치에 대한 임시 가입자 기록을 유지하기 시작한다. 마찬가지로, 홈 네트워크는 휴대 전화가 방문 네트워크에 있음을 나타내도록 정보를 업데이트하여 해당 장치로 전송되는 모든 정보가 올바르게 라우팅될 수 있도록 한다.

### 모바일 착신 통화
이것은 예를 들어 로밍 중인 휴대 전화로 전화가 걸려올 때 발생한다.
신호 처리 과정:
1. 발신 가입자(공중 전화망 내에서)는 로밍 중인 휴대 전화의 MSISDN(전화번호)을 다이얼한다.
2. MSISDN(국가 목적지 코드 및 국가 코드)에 포함된 정보에 따라 통화는 모바일 네트워크 게이트웨이 MSC(GMSC)로 라우팅된다. 이는 ISUP IAM 메시지를 사용하여 수행된다.
3. MS를 찾기 위해 GMSC는 HLR에 MAP SRI(경로 정보 전송) 메시지를 보낸다. MAP SRI 메시지에는 MSISDN 번호가 포함되어 있으며, 이 MSISDN을 통해 HLR은 IMSI를 얻는다.
4. 과거 위치 업데이트로 인해 HLR은 현재 가입자에게 서비스를 제공하는 VLR을 이미 알고 있다. HLR은 로밍 중인 휴대 전화의 MSRN을 얻기 위해 VLR에 MAP PRN(로밍 번호 제공) 메시지를 보낼 것이다. 이렇게 HLR은 통화를 올바른 MSC로 라우팅할 수 있게 된다.
5. MAP PRN 메시지에 포함된 IMSI를 사용하여 VLR은 로밍 중인 휴대 전화에 모바일 스테이션 로밍 번호(MSRN)로 알려진 임시 번호를 할당한다. 이 MSRN 번호는 MAP RIA(경로 정보 확인) 메시지에서 HLR로 다시 전송된다.
6. 이제 MSRN 번호를 사용하여 GMSC는 로밍 중인 휴대 전화에 도달하기 위해 통화를 라우팅하는 방법을 알게 된다. 그런 다음, GMSC와 방문 MSC 간에 ISUP(또는 TUP) 신호를 사용하여 통화가 이루어진다. GMSC는 호출된 당사자 번호로 MSISDN이 아닌 MSRN을 사용하여 ISUP IAM 메시지를 생성할 것이다.
7. 방문 네트워크의 MSC가 IAM을 수신하면 MSRN을 인식하고 MSRN이 할당된 IMSI를 알게 된다. MSC는 나중에 다른 통화에 사용할 수 있도록 MSRN을 풀로 반환한다. 그 후 MSC는 VLR에 MAP SI(정보 전송) 메시지를 보내 호출된 MS의 기능, 가입된 서비스 등에 대한 정보를 요청한다. 호출된 MS가 통화를 수신할 권한이 있고 능력이 있다면 VLR은 MAP CC(통화 완료) 메시지를 MSC로 다시 보낸다.

가입자가 방문 네트워크에 등록하려면 방문 네트워크와 홈 네트워크 간에 로밍 계약이 체결되어야 한다. 이 계약은 IREG(국제 로밍 전문가 그룹) 및 TADIG(전송 계정 데이터 교환 그룹)이라는 일련의 테스트 프로세스 후에 설정된다. IREG 테스트는 설정된 통신 링크의 적절한 기능을 테스트하는 반면, TADIG 테스트는 통화의 청구 가능성을 확인한다.
가입자가 방문 네트워크에서 사용하는 내역은 GSM의 경우 TAP(Transferred Account Procedure) 파일, CDMA, AMPS 등의 경우 CIBER(Cellular Intercarrier Billing Exchange Record) 파일이라는 파일로 캡처되어 홈 네트워크로 전송된다. TAP/CIBER 파일에는 가입자가 발신한 통화의 세부 정보(예: 위치, 발신자, 착신자, 통화 시간 및 지속 시간 등)가 포함된다. TAP/CIBER 파일은 방문 운영자가 청구하는 요금에 따라 요금이 책정된다. 홈 운영자는 이 통화에 대해 가입자에게 요금을 청구하며 현지에서 적용되는 마크업/세금을 부과할 수 있다.
최근 많은 통신사가 로밍을 위한 자체 소매 요금제와 번들을 출시함에 따라, TAP 기록은 일반적으로 도매 사업자 간 정산에만 사용된다.

## 요금
로밍 요금은 일반적으로 무선 음성 서비스의 경우 분당, 문자 메시지 발신 및 수신당, 데이터 서비스의 경우 사용된 데이터 메가바이트당 청구되며, 이는 일반적으로 서비스 제공업체의 요금제에 따라 결정된다.
미국과 인도에서는 여러 통신사가 전국 요금제에서 이러한 요금을 없앴다. 모든 주요 통신사는 이제 소비자가 전국 로밍 무료 분을 구매할 수 있는 요금제를 제공한다. 그러나 통신사는 "전국"을 다르게 정의한다. 예를 들어, 일부 통신사는 "전국"을 미국 내 모든 곳으로 정의하는 반면, 다른 통신사는 통신사 네트워크 내의 모든 곳으로 정의한다.
영국에서는 주요 네트워크 제공업체들이 일반적으로 국제 요금이 적용될 때 사용자에게 문자 알림을 보내 명확하게 알려준다. 영국의 해외 데이터 로밍 요금은 전화 계약의 성격(선불 또는 월별 계약)에 따라 다르다. T-모바일 및 버진 모바일을 포함한 일부 통신사는 선불 고객이 국제 "추가 기능" 또는 "볼트 온"을 미리 구매하지 않으면 국제 로밍을 사용할 수 없도록 한다.
방문객에게 로밍 서비스를 제공하려는 사업자는 일반적으로 시행 60일 전까지 네트워크에서 청구될 요금을 게시한다. 방문 사업자의 요금에는 세금, 할인 등이 포함될 수 있으며, 음성 통화의 경우 통화 시간에 따라 책정될 수 있다. 데이터 통화의 경우, 청구는 송수신된 데이터 볼륨에 따라 이루어질 수 있다. 일부 사업자는 통화 설정, 즉 통화 연결에 대해 별도의 요금을 부과하기도 한다. 이 요금을 기본 요금이라고 한다.

### EU 내 로밍
유럽 연합에서는 2007년 6월 30일부터 로밍 요금 규제가 시작되어 서비스 제공업체가 28개 회원국 전체에서 로밍 요금을 인하하도록 강제했다. 나중에는 EEA 회원국도 포함되었다. 이 규정은 발신 통화에 대해 분당 €0.39(2007년 €0.49, 2008년 €0.46, 2009년 €0.43), 착신 통화에 대해 분당 €0.15(2007년 €0.24, 2008년 €0.22, 2009년 €0.19)의 가격 상한선을 설정했으며, 이는 세금을 제외한 금액이다. 여전히 시장 상황이 EEA 내 로밍 상한선을 해제할 정당성을 제공하지 못한다고 판단한 위원회는 2012년에 법률을 대체했다. 2012년 규정에 따라 소매 로밍 상한선은 2017년에 만료되었고, 도매 상한선은 2022년에 만료되었다. 2009년 중반에는 SMS 문자 메시지에 대한 최대 가격도 €0.11(세금 제외)로 이 규정에 포함되었다.
2013년 6월 11일, 유럽 위원회는 처음으로 모바일 로밍 요금 폐지에 투표했다.
2016년 12월 15일 유럽 위원회 투표에 따라, 유럽 연합 내 로밍 요금은 2017년 6월까지 폐지될 예정이었다. 유럽 위원회(EC)는 로밍 요금 폐지가 기업가 정신과 무역을 활성화할 것이라고 믿었지만, 이동통신 사업자들은 이러한 변화에 대해 의구심을 가졌다.
2017년 6월 15일, 같은 해 5월 유럽 의회 및 위원회가 서명한 "Roam like at Home"으로 불리는 규정(EU) 2016/2286이 발효되었다. 이 규정은 EU, 아이슬란드, 리히텐슈타인, 노르웨이 내의 모든 로밍 요금을 폐지했다.

### 다른 국가 간 로밍
초국가적 기관을 공유하지 않는 국가들도 국제 로밍 서비스 제공을 검토하기 시작했다. 2011년 4월, 싱가포르와 말레이시아는 통신 사업자들과 양국 간 로밍 음성 및 SMS 요금을 인하하기로 합의했다고 발표했다. 2012년 8월, 호주와 뉴질랜드는 로밍 서비스에 대한 협력 조치를 제안하는 초안 보고서를 발표했다. 이어서 2013년 2월 최종 보고서가 발표되었는데, 여기서는 두 국가가 국제 로밍 조사를 할 때 통신 규제 기관에 확장된 규제 수단을 갖추도록 권고했다. 호주와 뉴질랜드 총리는 이후 최종 보고서의 권고 사항을 이행하기 위한 법안을 도입할 것이라고 발표했다.
2020년 2월 19일, 볼리비아, 콜롬비아, 에콰도르, 페루는 안데스 공동체의 주도로 상호 로밍 요금 폐지에 투표했다. 이 협정은 2022년에 발효될 예정이다.
2021년 7월 1일, 세르비아, 알바니아, 몬테네그로, 보스니아 헤르체고비나, 북마케도니아, 코소보는 미니 솅겐 프로젝트의 일환으로 로밍 요금을 폐지하여, 해당 국가의 SIM 카드 소지자들이 로밍 요금을 지불하지 않고도 협정 국가에서 국내 요금제를 사용할 수 있도록 했다. 이 협정은 2019년 4월에 체결되었다. EU의 "로밍 온 홈" 프로젝트와 마찬가지로 추가 요금은 없다.
2021년 11월, 카메룬, 중앙아프리카 공화국, 콩고, 적도 기니, 차드, 가봉은 요금을 인하하고 상호 연결 요율을 줄이기 위한 양자 협정에 동의했다.
2024년 12월, 러시아와 벨라루스는 2025년 3월 1일부터 양국 간 로밍을 영구적으로 폐지하는 결의안에 서명했다. 러시아와 벨라루스 간의 로밍 폐지는 수년 동안 진행되어 왔다. 양국 간의 점진적인 로밍 폐지를 위한 "로드맵"은 2019년에 서명되었다. 이 결의안에 따르면, 모바일 사용자는 매월 최소 300분의 무료 착신 음성 통화와 최소 5GB의 데이터 전송을 보장받는다.

## 다른 유형의 로밍

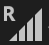
안드로이드 기반 스마트폰의 알림바에 로밍 기호가 표시됨.

### 지역 또는 국내 로밍
이 유형은 모바일 사업자의 국내 서비스 범위 내에서 한 지역에서 다른 지역으로 이동하는 능력("국내 로밍")을 의미한다. 초기에는 사업자들이 지역(때로는 도시)에 국한된 상업적 제안을 제공했을 수 있다. GSM의 성공과 비용 감소로 인해, 미국, 러시아, 인도 등과 같이 지리적 영역이 넓은 국가에서 수많은 지역 사업자들이 있는 경우를 제외하고는 지역 로밍이 고객에게 거의 제공되지 않는다.
2019년 이전에는 러시아의 전국 사업자들도 사용자가 "홈 지역" 내에 있는지 또는 외부에 있는지에 따라 다른 요금을 부과했다. 초기에는 "국내 로밍"을 폐지하려는 여러 입법 시도가 사업자들의 반대로 실패했다. 2014년 크림반도 합병 이후 러시아 사업자들은 공식적으로 러시아 내 정규 연방주체로 인정됨에도 불구하고 크림반도 내에서 직접 서비스를 제공하지 않아 상당한 비판을 받았다. 그러나 2019년에는 "통신에 관한 연방법" 46조 및 54조 개정에 관한 연방법 제527-FZ호가 채택되었는데, 이에 따르면 2019년 6월 1일부터 모든 이동 무선 전화 사업자는 가입자가 러시아 어느 지역에 있든 관계없이 타사 사업자(로밍 파트너) 네트워크에 등록 시 착신 통화 및 SMS에 대한 요금 부과가 금지되어, 국내 로밍에서의 착신 통화 및 SMS에 대한 모든 요금이 영구적으로 취소되었다.

### 국가 로밍
이 유형은 같은 국가 내에서 한 이동 통신 사업자에서 다른 이동 통신 사업자로 이동하는 능력을 의미한다. 예를 들어, T-모바일 USA의 후불 가입자가 AT&T 모빌리티 및 지역 통신사 비아로 무선 및 U.S. 셀룰러 네트워크에서 로밍할 수 있는 경우 국가 로밍 권한을 갖는다. 반면에 선불 제공업체는 일반적으로 비용 때문에 더 제한적인 국가 로밍 능력만 허용한다. 상업적 및 라이선스상의 이유로 이 유형의 로밍은 매우 특정한 상황과 규제 감독 하에 있지 않는 한 허용되지 않는다. 이는 종종 새로운 회사가 이동 전화 라이선스를 할당받았을 때(프리 이탈리아와 윈드 쓰리의 10년 국가 로밍 계약과 같이), 신규 진입자가 기존 사업자와 유사한 커버리지를 제공할 수 있도록 하여 경쟁 시장을 조성하거나(기존 사업자가 신규 진입자가 자체 네트워크를 구축할 시간을 갖는 동안 로밍을 허용하도록 요구함으로써), 또는 2022년 러시아의 우크라이나 침공과 같이 이동 통신망 인프라가 자연적 또는 인공적 수단에 의해 파괴되었을 때 발생한다. 이때 우크라이나 이동 통신 사업자들은 해당 침공으로 파괴된 네트워크 인프라를 보상하기 위해 서로 간에 국가 로밍을 신속하게 구현해야 했다.
인도와 같이 지역 통신 사업자 수가 많고 국가가 텔레콤 서클로 나뉘는 국가에서는 이러한 유형의 로밍이 일반적이다. 2015년 7월 15일 영국에서 Pebble Network가 출시된 이후, 페블 네트워크 SIM 카드를 사용하여 주요 영국 네트워크 전반에서 추가 비용 없이 국가 로밍이 가능해졌다.

### 국제 로밍
이러한 종류의 로밍은 외국 서비스 제공업체의 네트워크로 이동하는 능력을 의미한다. 따라서 국제 관광객과 비즈니스 여행객에게 특히 중요하다. 일반적으로 국제 로밍은 GSM 표준을 사용할 때 가장 쉽다. 왜냐하면 전 세계 이동 통신 사업자의 80% 이상이 이 표준을 사용하며 대부분의 장치가 이를 지원하기 때문이다. 그러나 그렇다 하더라도 문제가 발생할 수 있다. 국가마다 GSM 통신에 할당된 주파수 대역이 다르기 때문이다(두 그룹의 국가가 있다: 대부분의 GSM 국가는 900/1800MHz를 사용하지만, 미국 및 일부 아메리카 대륙 국가는 850/1900MHz를 할당했다). 따라서 다른 주파수 할당을 사용하는 국가에서 전화기가 작동하려면 해당 국가의 주파수 중 하나 또는 둘 다를 지원해야 하므로 트라이 밴드 또는 쿼드 밴드여야 한다. 국제 로밍을 통해 여행 중에도 연결 상태를 유지할 수 있지만, 여행자가 현재 전화 서비스에 선택적인 부가 기능을 구매하지 않는 경우, 통신사들이 국제 GSM 사용에 대해 터무니없이 높은 요금을 부과하는 경향이 있어 사용자에게 상당한 비용을 발생시킬 수 있다. 실제로 원래 국가 외의 모바일 네트워크를 사용하면 현재 전화 서비스에 부가 기능이 없으면 원래 모바일 데이터 사업자로부터 상당한 청구서가 발생할 수 있다.

### 표준 간 로밍
이 유형은 두 표준 간의 로밍을 말한다. 이 용어는 특히 CDMA 고객이 CDMA 네트워크가 없거나 사용되는 표준의 로밍을 지원하는 로밍 계약이 없는 지역에서 전화를 사용하려는 경우 이동 통신에서 널리 사용된다. 유럽에는 CDMA 네트워크가 거의 없다. 대부분의 CDMA 고객은 아메리카 또는 극동 지역 출신이다. 이들이 유럽에서 로밍할 수 있도록 하려면 표준 간 로밍이 해결책이다. 유럽에 도착하는 CDMA 고객은 사용 가능한 GSM 네트워크에 등록할 수 있다.
모바일 통신 기술은 대륙별로 독립적으로 발전해왔기 때문에 이러한 기술 간의 원활한 로밍을 달성하는 데 상당한 어려움이 있다. 일반적으로 이러한 기술은 서로 다른 산업 단체에서 정한 기술 표준에 따라 구현되었으므로 이름이 붙었다. 여러 표준 제정 산업 단체가 협력하여 표준 간 로밍을 달성하기 위한 수단으로 기술 간 상호 운용성을 정의하고 달성하기 위해 노력하고 있다. 이는 현재 진행 중인 노력이다.

### 모바일 서명 로밍
모바일 서명 로밍은 액세스 포인트가 최종 사용자와 상업적 관계를 맺지 않았더라도 어떤 최종 사용자로부터든 모바일 서명을 얻을 수 있도록 한다. 그렇지 않으면 AP는 가능한 한 많은 MSSP와 상업적 조건을 구축해야 할 것이고, 이는 비용 부담이 될 수 있다. 이는 애플리케이션 공급자가 발행한 모바일 서명 트랜잭션이 적절한 MSSP에 도달할 수 있어야 하며, 이는 AP에게 투명해야 함을 의미한다.

### Inter-MSC 로밍
동일한 운영자에 속하지만 다른 지역에 위치한 네트워크 요소(지역 라이선스 할당이 일반적인 관행인 일반적인 상황)의 쌍은 스위치 및 그 위치에 따라 달라진다. 따라서 소프트웨어 변경 및 더 큰 처리 능력이 필요하지만, 더욱이 이러한 상황은 운영자 기반 대신 MSC 기반으로 로밍하는 상당히 새로운 개념을 도입할 수 있다. 그러나 이것은 실제로 부담이 되므로 피한다.

### 영구 로밍
이 유형은 영구적으로 로밍하거나 네트워크를 벗어날 목적으로 휴대 전화 사업자와 서비스를 구매하는 고객을 의미한다. 이는 온/오프 네트워크 사용 간에 비용 차이가 없는 "무료 로밍" 서비스 요금제의 인기가 증가하고 가용성이 높아짐에 따라 가능해진다. 사용자의 현지 이동 통신 사업자가 아닌 곳에서 서비스를 받는 이점은 더 저렴한 요금, 현지 이동 통신 사업자에서 제공되지 않는 기능 및 전화, 또는 특정 이동 통신 사업자의 네트워크에 접속하여 해당 이동 통신 사업자의 다른 고객과 무제한 무료 통화를 할 수 있는 기능 등이 있다.
대부분의 이동 통신 사업자는 고객의 거주지 또는 청구지 주소가 서비스 지역 내에 있거나 이동 통신 사업자의 정부 발행 무선주파수 라이선스 내에 있어야 한다. 이는 커버리지를 보장하는 것이 불가능하기 때문에 일반적으로 컴퓨터 추정으로 결정된다. 잠재 고객의 주소가 해당 이동 통신 사업자의 요구 사항에 부합하지 않으면 서비스가 거부된다. 영구 로밍을 위해 고객은 허위 주소 및 온라인 청구, 또는 요구 지역에 거주하는 친척이나 친구의 주소와 제3자 청구 옵션을 사용할 수 있다.
대부분의 이동 전화 사업자는 영구 로밍을 지양하거나 금지한다. 왜냐하면 그들은 고객이 로밍하는 네트워크 사업자에게 분당 요금을 지불해야 하기 때문이다. 이는 그들이 고객에게 추가 비용을 전가할 수 없기 때문이다("무료 로밍").

### 트롬본 로밍
현지 요금 지역 내에서 로밍 통화가 이루어지며, 최소 한 대의 전화기가 해당 지역 밖에 속하는 경우를 말한다. 보통 트롬본 라우팅이라고도 알려진 트롬본 라우팅으로 구현된다.

## 같이 보기
- 5G NR 주파수 대역
- 유럽 연합 로밍 규정
- GSM 주파수 대역
- 핸드오프
- 홈 위치 등록기
- IEEE 802.11
  - IEEE 802.11f
  - IEEE 802.11r
- LTE 주파수 대역
- 모바일 IP
- 휴대 전화
- 항공기 내 휴대 전화
- 이동성 관리
- 로밍 SIM
- TADIG 코드
- UMTS 주파수 대역
- 수직 핸드오프
- 방문자 위치 등록기

- SIM 카드